# Zdeněk Votruba
Zdeněk Votruba (* 2. února 1953) je bývalý český fotbalista, brankář.

## Fotbalová kariéra
Začínal v Milevsku, na vojně hrál za Duklu Tábor. V Hradci Králové odchytal za 12 sezón 260 utkání. V československé lize nastoupil ve dvou ligových sezónách ve 33 utkáních. V aktivní kariéře pokračoval v nižších soutěžích za TJ Náchod, Jiskru Jaroměř a Smiřice. Po skončení aktivní kariéry působil jako rozhodčí na krajské úrovni.

## Ligová bilance
| Ročník                                   | Zápasy | Góly | Klub                   |
| ---------------------------------------- | ------ | ---- | ---------------------- |
| 1. československá fotbalová liga 1980/81 | 28     | 0    | Spartak Hradec Králové |
| 1. československá fotbalová liga 1987/88 | 5      | 0    | Spartak Hradec Králové |
| CELKEM                                   | 33     | 0    |                        |